# Frajnberk, Štalenska gora
Frajnberk (nemško Freudenberg) je naselje v Občini Štalenska gora v Okraju Celovec-dežela na Koroškem v Avstriji.

## Cerkvena ureditev
Frajnberk pripada dvojezični dekaniji Tinje, ki je bila do leta 1938 slovenska (razen Otmanj, ki so bile dvojezične, nemško-slovenske) ter je sedaj uradno dvojezična, medtem ko je župnija Timenica, kateri pripada Frajnberk, uradno le še nemška.
Kulturno-zgodovinska zanimivost podružnične cerkve Šmartin pri Frajnberku, kateri pripada grad Frajnberk, je, da so sicer napisi nemški, da se pa na vhodu v cerkev nahajata freski slovanskih svetnikov Ciril in Metod, ki jih je naslikal ob splošni obnovi cerkve furlanski slikar Jacobo Brollo.